# Frank Rozendaal
Frank Gerard Rozendaal (Bloemendaal, 9 maggio 1957 – 3 dicembre 2013) è stato uno zoologo olandese.
La sua attività principale è l'Ornitologia.
Ha descritto diverse specie di uccelli e anche alcuni mammiferi, in particolare Megachirotteri.
Ha dedicato due specie a sua moglie Caroline, morta nel 1987:
- Syconycteris carolinae - Pipistrello dei fiori di Halmahera
- Cettia carolinae - Usignolo di fiume delle Tanimbar